# 1,2-双(二异丙基膦)乙烷
1,2-双(二异丙基膦)乙烷 (dippe) 是配位化学中常用的二膦配体，化学式为C14H32P2。

## 合成与反应
1,2-双(二异丙基膦)乙烷可由四氯化乙二膦和异丙基氯化镁在氯化镍催化下于四氢呋喃中反应得到；它也可通过1,2-双(二异丙基膦)乙烷-P,P'-二氧化物和三氯硅烷的还原反应制得，产物在0.5 mmHg下于91.5 °C蒸馏提纯。
它和1,1,1,5,5,5-六氟乙酰丙酮(1,2-双(二异丙基膦)乙烷)合铑在四氢呋喃中反应，可以得到1,1,1,5,5,5-六氟乙酰丙酮二(1,2-双(二异丙基膦)乙烷)铑。

## 拓展阅读
- Bruckmann, Joachim; Krüger, Carl. . Journal of Organometallic Chemistry. May 1997,. 536-537: 465–472. ISSN 0022-328X. doi:10.1016/S0022-328X(96)06760-5.